# Corallium variabile
Corallium variabile is een zachte koraalsoort uit de familie Coralliidae. De koraalsoort komt uit het geslacht Corallium. Corallium variabile werd in 1906 voor het eerst wetenschappelijk beschreven door Thomson & Henderson. 